# Lijst van gemeentelijke monumenten in Noordwijkerhout
De plaats Noordwijkerhout, onderdeel van de gemeente Noordwijk, kent 45 gemeentelijke monumenten. Hieronder een overzicht.
| Object                                                                                                | Bouwjaar                            | Architect                                    | Locatie                           | Coördinaten                   | Nr.      | Afbeelding                                                  |
| --- | ----------------------------------- | -------------------------------------------- | --------------------------------- | ----------------------------- | -------- | ----------------------------------------------------------- |
| Toegangspijlers van voormalige villa Zandhorst                                                        | 1890                                |                                              | Gooweg bij 40-40a-42-44a-44b      | 52° 14' 38" NB, 4° 27' 48" OL | 0575/1-n | Toegangspijlers van voormalige villa Zandhorst              |
| Woonhuis jachtopziener (voormalig)                                                                    | ca. 1895                            | Jhr. J.H. Gevers van Kethel en Spaland       | Leeweg 19                         | 52° 14' 36" NB, 4° 28' 28" OL | 0575/2   | Upload foto                                                 |
| Café/restaurant + garage                                                                              | 1880 + 1840 (garage)                |                                              | Leidsevaart 171                   | 52° 14' 42" NB, 4° 29' 44" OL | 0575/3   | Café/restaurant + garage                                    |
| Boerderij Duin en Dal, complex                                                                        | 1880, 1925 en 1960                  |                                              | Leidsevaart 97                    | 52° 15' 35" NB, 4° 31' 8" OL  | 0575/4   | Boerderij Duin en Dal, complex                              |
| Halfscheidspaal                                                                                       | 1820                                |                                              | Leidsevaart, bij 29               | 52° 15' 4" NB, 4° 30' 21" OL  | 0575/5   | Upload foto                                                 |
| 16 arbeiderswoningen                                                                                  | 1949                                | Alphons Siebers en W. van Dael               | St. Antoniushof 1-16              | 52° 15' 46" NB, 4° 29' 48" OL | 0575/6   | Upload foto                                                 |
| Pastorie                                                                                              | 1864, 1898 en 1940                  | Antoon Molkenboer en P. Snel                 | Sint Victorlaan 11                | 52° 15' 4" NB, 4° 29' 20" OL  | 0575/7   | Meer afbeeldingen                                           |
| Kerk                                                                                                  | 1864, 1898 en 1940                  | Molkenboer en P. Snel                        | Sint Victorlaan 13                | 52° 15' 4" NB, 4° 29' 20" OL  | 0575/8   | Kerk                                                        |
| Bollenschuur bij boerderij                                                                            | 1930                                |                                              | Westeinde 14                      | 52° 15' 37" NB, 4° 28' 29" OL | 0575/9   | Upload foto                                                 |
| Bollenschuur                                                                                          | 1929                                |                                              | Westeinde 52                      | 52° 15' 9" NB, 4° 28' 13" OL  | 0575/10  | Upload foto                                                 |
| Woonhuis (voormalige tuinmanswoning)‘Huis Wallenburg’                                                 |                                     | N.L. de Bruijn (1981) / Stolp & Haije (2003) | Westeinde 79                      | 52° 14' 47" NB, 4° 27' 48" OL | 0575/11  | Upload foto                                                 |
| Villa                                                                                                 | 1910                                | Anthonie Pieter Smits Henk Fels              | Westeinde 85                      | 52° 14' 44" NB, 4° 27' 33" OL | 0575/12  | Upload foto                                                 |
| Woonhuis, voormalige boerderij (later uitgebreid)                                                     | ca. 1700 en ca. 1840                |                                              | Zeestraat 54                      | 52° 15' 51" NB, 4° 28' 50" OL | 0575/13  | Upload foto                                                 |
| Café en appartementen (voorheen:Hotel, zaal en woningen)                                              | 1924                                |                                              | Zeestraat 7a                      | 52° 15' 46" NB, 4° 29' 29" OL | 0575/14  | Café en appartementen (voorheen:Hotel, zaal en woningen)    |
| Woonhuis en schuur                                                                                    | 1902                                |                                              | Zilkerbinnenweg 30, De Zilk       | 52° 17' 30" NB, 4° 32' 9" OL  | 0575/15  | Upload foto                                                 |
| Woonhuis                                                                                              | 1926                                |                                              | Zilkerbinnenweg 39, De Zilk       | 52° 17' 37" NB, 4° 32' 12" OL | 0575/16  | Upload foto                                                 |
| Woonhuis 'Vaart-Wel'                                                                                  | 17e, 19e- en 20e eeuw               |                                              | Zilkerduinweg 360-362, De Zilk    | 52° 18' 33" NB, 4° 33' 24" OL | 0575/17  | Upload foto                                                 |
| Woonhuis met (bollen)schuur                                                                           | 1918 (enige wijzigingen sinds bouw) | J.W. van Parera                              | 's Gravendamseweg 10              | 52° 14' 47" NB, 4° 29' 36" OL | 0575/18  | Upload foto                                                 |
| Opvoedingstehuis "'t Hoogt" (nu: woonhuis) (enige wijzigingen sinds bouw)                             | 1911                                |                                              | 't Hoogtlaan 6                    | 52° 16' 8" NB, 4° 29' 29" OL  | 0575/19  | Upload foto                                                 |
| Hekpijler, oorspronkelijk van Opvoedingstehuis "'t Hoogt"                                             | 1911                                |                                              | 't Hoogtlaan, bij 14              | 52° 16' 9" NB, 4° 29' 33" OL  | 0575/20  | Upload foto                                                 |
| Heilig Hart van Jezuskerk                                                                             | 1920                                | Jos Margry                                   | Beeklaan 13, De Zilk              | 52° 17' 59" NB, 4° 32' 56" OL | 0575/21  | Meer afbeeldingen                                           |
| Pastorie                                                                                              | 1920                                | J. Margry                                    | Beeklaan 14, De Zilk              | 52° 17' 59" NB, 4° 32' 57" OL | 0575/22  | Pastorie                                                    |
| Woonhuis (voorheen: boerderij met bijgebouwen)                                                        | 1913                                |                                              | Delfweg 107-107a                  | 52° 16' 44" NB, 4° 32' 9" OL  | 0575/23  | Woonhuis (voorheen: boerderij met bijgebouwen)              |
| Woonhuis, winkel (voormalige boerderij)                                                               | 1896                                |                                              | Dorpsringweg 6 - Havenstraat 1-1a | 52° 15' 44" NB, 4° 29' 37" OL | 0575/24  | Woonhuis, winkel (voormalige boerderij)                     |
| Koetshuis                                                                                             | 1884                                | W.C. Mulder                                  | Gooweg 36                         | 52° 14' 54" NB, 4° 28' 11" OL | 0575/25  | Koetshuis                                                   |
| Landhuis "de Hermelijn"                                                                               | 1910                                | Anthonie Pieter Smits Henk Fels              | Gooweg 42                         | 52° 14' 38" NB, 4° 27' 48" OL | 0575/26  | Upload foto                                                 |
| Woonhuis (op terrein Klein Leeuwenhorst)                                                              | 1928                                |                                              | Gooweg 59 bij Hoogweg             | 52° 14' 39" NB, 4° 27' 52" OL | 0575/27  | Upload foto                                                 |
| Boerderij (nu: Camping: Op Hoop van Zegen)                                                            | 1893                                |                                              | Westeinde 76                      | 52° 14' 57" NB, 4° 27' 49" OL | 0575/28  | Upload foto                                                 |
| RK St. Jozef meisjesschool, nu RK Basisschool De Prinsenhof                                           | 1917 en 1930                        | W. Robbers (Haarlem)                         | Langevelderweg 2-2a               | 52° 15' 52" NB, 4° 29' 37" OL | 0575/29  | RK St. Jozef meisjesschool, nu RK Basisschool De Prinsenhof |
| Bollenschuur (nu: bedrijfsruimte)                                                                     | 1930                                |                                              | Langevelderweg 37c                | 52° 16' 23" NB, 4° 29' 43" OL | 0575/30  | Upload foto                                                 |
| Voormalig raadhuis                                                                                    | 1904                                | E. Cuypers, L. Tol en H.T. Zwiers            | Herenweg 1-1a                     | 52° 15' 50" NB, 4° 29' 37" OL | 0575/31  | Upload foto                                                 |
| RK Sint Jozefkerk                                                                                     | 1916                                | W. Robberts en A.A. Wiesman                  | Herenweg 13                       | 52° 15' 52" NB, 4° 29' 46" OL | 0575/32  | RK Sint Jozefkerk                                           |
| Bollenschuur                                                                                          | 1952                                |                                              | Herenweg 238                      | 52° 16' 19" NB, 4° 30' 30" OL | 0575/33  | Upload foto                                                 |
| Bollenschuur (nu: Atelier en woning)                                                                  | 1905                                |                                              | Herenweg 334                      | 52° 16' 35" NB, 4° 30' 43" OL | 0575/34  | Upload foto                                                 |
| Dubbelwoonhuis                                                                                        | 1914                                | Van Dijk                                     | Herenweg 5-7                      | 52° 15' 50" NB, 4° 29' 40" OL | 0575/35  | Upload foto                                                 |
| Dubbel woonhuis Thérèse met pakloods en bollenschuur (nu : Dubbel woonhuis Thérèse met bedrijfsruimte | 1927                                | C.W. Barnhoorn                               | Herenweg 80-82                    | 52° 15' 58" NB, 4° 30' 1" OL  | 0575/36  | Upload foto                                                 |
| Bollenschuur                                                                                          | 1898-1900 / 1931 / 1963             |                                              | Kerkstraat 110                    | 52° 15' 1" NB, 4° 29' 6" OL   | 0575/37  | Upload foto                                                 |
| Woonhuis                                                                                              | 1923                                |                                              | Kerkstraat 43                     | 52° 15' 1" NB, 4° 29' 6" OL   | 0575/38  | Upload foto                                                 |
| Woonhuis                                                                                              | 1914                                |                                              | Kerkstraat 77                     | 52° 15' 14" NB, 4° 29' 25" OL | 0575/39  | Upload foto                                                 |
| Woonhuis (voorheen: Opvoedingstehuis "'t Hoogt)                                                       | 1911                                |                                              | Kerkstraat 78                     | 52° 15' 10" NB, 4° 29' 19" OL | 0575/40  | Upload foto                                                 |
| Woonhuis Nieuw Welgelegen                                                                             | 1909                                |                                              | Kerkstraat 87                     | 52° 15' 11" NB, 4° 29' 22" OL | 0575/41  | Upload foto                                                 |
| Transformatorhuisje                                                                                   | 1925-1928                           |                                              | Kerkstraat bij 96-98              | 52° 15' 4" NB, 4° 29' 9" OL   | 0575/42  | Transformatorhuisje                                         |
| Woonhuis met bergplaats                                                                               | 1910                                |                                              | Schoolstraat 2+2a                 | 52° 15' 49" NB, 4° 29' 43" OL | 0575/43  | Upload foto                                                 |
| Woonhuis                                                                                              | 1900 / 1977                         | E.J.M. van Reijzen (aanbouw 1977)            | Schoolstraat 8                    | 52° 15' 49" NB, 4° 29' 43" OL | 0575/44  | Upload foto                                                 |
| Woonhuis (voorheen: boerderij)                                                                        | 1895                                |                                              | Leidsevaart 110                   | 52° 15' 26" NB, 4° 30' 56" OL | 0575/45  | Upload foto                                                 |